# Poa bigelovii
Poa bigelovii là một loài cỏ trong họ hòa thảo, thuộc chi poa.

## Hình ảnh

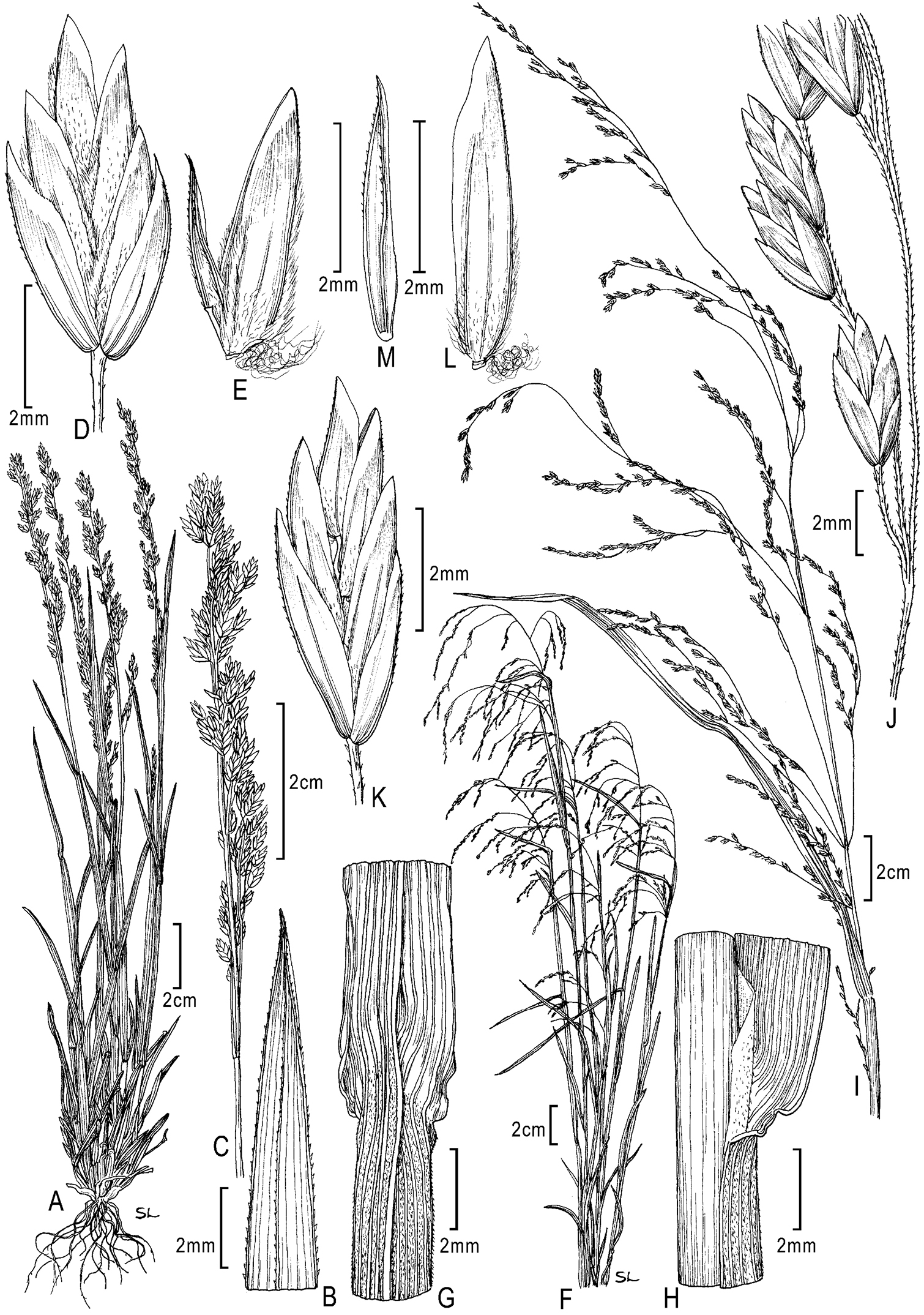